# Don Ihde
Don Ihde ( /d ɑː n aɪ d / ; rođen 1934.) američki je filozof znanosti i tehnologije . Godine 1979. napisao je ono što se često identificira kao prvo sjevernoameričko djelo o filozofiji tehnologije, Technics and Praxis .
Prije umirovljenja, Ihde je bio ugledni profesor filozofije na Državnom sveučilištu New York u Stony Brooku. Godine 2013. Ihde je dobio nagradu Zlatna Euridika (Golden Eurydice Award).
Ihde je autor više od dvadeset originalnih knjiga i urednik mnogih drugih. Ihde predaje i održava seminare na međunarodnoj razini, a neke od njegovih knjiga i članaka objavljene su na desetak jezika.

## Glavni koncepti i misli

### Postfenomenologija
Don Ihde koristi teorijske alate fenomenologije za analizu tehnologije, a posebno odnosa između ljudi i tehnoloških artefakata. Umjesto razmišljanja o tehnologiji kao apstraktnoj kategoriji, postfenomenološka analiza promatra stvarne artefakte i način na koji oni komuniciraju s korisnicima. Tehnologije, prema ovom gledištu, posreduju u našem odnosu prema svijetu, utječući na način na koji ga vidimo, razumijemo, i djelujemo na njega. Drugi važni autori na području postfenomenologije su Peter-Paul Verbeek i Robert Rosenberger .

### Tijela u kibernetičkom prostoru
Ihdeovo djelo Bodies in Technology opisuje izvorno istraživanje načina na koji kiberprostor utječe na ljudsko iskustvo. Knjiga istražuje utjelovljenje u kibernetičkom prostoru s referencama na istraživanje interakcije između čovjeka i računala (HCI). Glavno pitanje knjige je značenje tijela u tehnologiji.
Ihde odbacuje kartezijanski dualizam. Čak i imati iskustvo izvan tijela znači imati implicitno 'ovdje-tijelo' iz kojeg tamo doživljavamo 'objekt-tijelo'. On je dalje istražio te argumente u svojoj knjizi Tijela u tehnologiji .
Počevši s "fenomenologijom multistabilnosti" u načinu na koji se percipiraju različiti "tehnološki mediji", Ihde istražuje "uloge ljudskog utjelovljenja, percepcije i prostornih transformacija unutar komunikacijskih i informacijskih medija".
Ihde tvrdi da se filmovi poput trilogije Matrix poigravaju fantazijom u tehnološkom kontekstu i odnose se na ljudski osjećaj utjelovljenja. Ističe važnu činjenicu da moramo iskusiti utjelovljenje tamo gdje živimo, umjesto da se "priključujemo" na svijet tehnofantazije.

### Tehnoznanost
Studij tehnoznanosti ispituje vrhunske radove u područjima filozofije znanosti i tehnologije i znanstvenih studija; također naglašava ulogu naše materijalne kulture i stručnosti. Prema Ihdeu, znanost i tehnologija su u simbiotskom odnosu, gdje se znanstveno istraživanje u potpunosti oslanja na razvoj znanstvenih instrumenata, tehnološki razvoj.
U radu "Je li Heidegger bio dalekovidan u pogledu tehnoznanosti?", Ihde preispituje filozofiju znanosti Martina Heideggera s ponovnom procjenom onoga što je bilo inovativno, a što je ostalo arhaično. Heidegger se tada čita u pozadini "novih" pristupa znanosti u znanstvenim studijama i na pozadini znanstvenih revolucija koje su se dogodile od sredine 20. stoljeća.

### Materijalna i proširena hermeneutika
Ihde je uveo koncept materijalne hermeneutike, koji karakterizira mnogo prakse unutar domena tehnoznanosti. On odbacuje zaostalu diltejevsku podjelu između humanističkih i prirodnih znanosti i tvrdi da određene vrste kritičke interpretacije, općenito hermeneutičke, karakteriziraju oba skupa disciplina. On istražuje ono što on naziva stilom interpretacije koji se temelji na materijalnim praksama koje se odnose na slikovne tehnologije koje su dovele do vizualne hermeneutike u tehnoznanstvenim studijama.
Pozivajući se na znanstvene studije, sociologiju znanosti i feminističku kritiku znanosti, Ihde je iznio ideju proširenja hermeneutike, koja stavlja naglasak na praksu, instrumente i laboratorije u odnosu na teorijski rad. Tvrdi da u znanosti korišteni instrumenti i tehnologije djeluju na hermeneutički način.
Ihde je u brojnim prilikama tvrdio da „ako filozof želi igrati važniju ulogu, to ne smije biti samo u ulozi Hemingwaya ili je ograničena na nju. Umjesto toga, trebao bi se održati u ekvivalentu časničkog strateškog sastanka, prije nego što bitka dobije oblik. Ja ću to nazvati 'ulogom istraživanja i razvoja'." Filozofi bi se trebali angažirati u interdisciplinarnim istraživačkim timovima i aktivno sudjelovati u istraživačkom i razvojnom radu. Tvrdio je da samo ako imaju filozofe u laboratorijima za istraživanje i razvoj, oni mogu imati uistinu nove i nove tehnologije koje su filozofski angažirane. Filozofi, upravo postfenomenolozi, mogli bi pomoći znanstvenoj zajednici da razmišlja o budućnosti, a ne samo o današnjim pojavama ili prošlosti.

## Odabrani radovi

### Knjige
- Sense and Significance (1973)
- Listening and Voice: A phenomenology of sound (1976)
- Experimental Phenomenology: An Introduction (1977)
- Technics and Praxis: A Philosophy of Technology (1979)
- Hermeneutic Phenomenology: The Philosopher of Paul Ricoeur (1980)
- Existential Technics (1983)
- Consequences of Phenomenology (1986)
- Technology and the Lifeworld: From Garden to Earth (1990)
- Instrumental Realism (1991)
- Postphenomenology: essays in the postmodern context (1993)
- Philosophy of Technology: An Introduction (1998)
- Expanding Hermeneutics: Visualism in Science (1999)
- Bodies in Technology (2001)
- Chasing Technoscience (2003)
- Listening and Voice: Phenomenologies of Sound (2nd expanded edition, 2007)
- Ironic Technics (2008)
- Postphenomenology and Technoscience (Chinese 2008, English 2009; also in Spanish, Hebrew and forthcoming Portuguese)
- Embodied Technics (2010)
- Heidegger's Technologies: Postphenomenological Perspectives (2010)
- Expanded 2nd edition, Experimental Phenomenology: Multistabilities (2012)
- Acoustic Technics (2015)
- Husserl's Missing Technologies (2016)
- Medical Technics (2019)

### Članci
- Ihde, D. (1997). Thingly hermeneutics/Technoconstructions in Man and World 30: 369–381, 1997, Kluwer Academic Publishers. Printed in the Netherlands.
- Ihde, D. (2000). Technoscience and the 'other' continental philosophy in Continental Philosophy Review 33: 59–74, Kluwer Academic Publishers. Printed in the Netherlands.
- Ihde, D. (2003). THE ULTIMATE PHENOMENOLOGICAL REDUCTION (pp. 59 – 67) in Interfaces 21/22 http://topologicalmedialab.net/xinwei/classes/readings/Arakawa+Gins/Interfaces-Arakawa_volume21-22-1.pdf
- Ihde, D. (2004). A phenomenology of technics. In D. M. Kaplan (Ed.) Readings in the philosophy of technology (pp. 137–159). Lanham, MD.: Rowman & Littlefield.
- Ihde D. (2004a). Simulation and embodiment In: yearbook of the Institute of Advanced Study on Science, Technology and Society, Profil Verlag, pp 231–244.
- Ihde D. (2006). Technofantasies and embodiment. In: Diocaretz M, Herbrechter S (eds) The matrix in theory, (Rodopi, 2006), pp 153–166.
- Ihde D. (2008). Of which human are we post? In: The global spiral (Publication of Metanexus Institute) vol 9, Issue 3, June 2008.

## External links
- Don Ihde – The fantasy draws upon deep human desires, where Ihde is talking about history of technofantasies, postphenomenology of embodiment and transhumanism
- Ihde's home page at Stony Brook University  Arhivirana inačica izvorne stranice od 3. veljače 2018. (Wayback Machine).
- Interview with Don Ihde, May 2003.
- Interview (audio) with Ihde, March 2006.
- A festschrift on Ihde.
- Ihde on Listening and Voice. Phenomenologies of Sound.
- Larry Hickman on Postphenomenology and Pragmatism: Closer Than You Might Think?" published in Techné: Research in Philosophy and Technology, Vol. 12 No. 2, Spring 2008
- Contributors discuss Don Ihde's corpus on postphenomenology published in Techné: Research in Philosophy and Technology, Vol. 12 No. 2, Spring 2008
- Andrew Feenberg discusses Ihde's Bodies in Technology published in Techné: Research in Philosophy and Technology, vol. 7 no. 2, 2003
- Peter-Paul Verbeek reviews Ihde's Expanding Hermeneutics: Visualism in Science published in Techné 6:3 Spring 2003
- Don Ihde: Postphenomenology, Embodiment and Transhumanism, Society for Social Studies of Science, Buenos Aires, Argentina, August 23, 2014 (with Subtitles in Portuguese)
- Interview with Don Ihde @ Figure/Ground. September 4th, 2010